# Henryk Hoch
Henryk Paweł Hoch (ur. 4 marca 1950 w Ostródzie) – polski polityk mniejszości niemieckiej, działacz regionalny związany z Mazurami, przewodniczący Stowarzyszenia Mniejszości Niemieckiej „Jodły” w Ostródzie oraz Związku Stowarzyszeń Niemieckich Warmii i Mazur (od 2004). Od 2012 do 2014 przewodniczący rady miejskiej w Ostródzie.

## Życiorys
Urodził się na Mazurach w rodzinie od kilku pokoleń związanej z Warmią, a w szczególności z Bartągiem. Uzyskał wykształcenie technika ekonomisty, po czym pracował w Państwowym Przedsiębiorstwie Gospodarki Rolnej w Ostródzie (1974–1995). Od 1995 zatrudniony w ośrodku wypoczynkowym w Pałacu w Karnitach jako przewodnik i pilot wycieczek zagranicznych.
Po upadku komunizmu związał się ze Stowarzyszeniem Mniejszości Niemieckiej „Jodły” w Ostródzie (niem. Deutsche Gesellschaft „Tannen” Osterode), którego pierwszą prezeską była Waltraud Mroczyńska. W 1996 objął funkcję prezesa tej organizacji. Osiem lat później został przewodniczącym Związku Stowarzyszeń Niemieckich w byłych Prusach Wschodnich. W latach 2007, 2010 i 2013 uzyskiwał reelekcję na to stanowisko.
W latach 90. należał do inicjatorów powołania Muzeum Regionalnego w Ostródzie, odbudowy kościoła w Glaznotach oraz pomnika Jedności Europejskiej. W wyborach samorządowych w 1998 uzyskał mandat radnego rady miejskiej w Ostródzie, był jej wiceprzewodniczącym do 2002. W wyborach w 2002 bez powodzenia ubiegał się o reelekcję, którą skutecznie uzyskiwał w wyborach w 2006, 2010 i 2014 z ramienia komitetów organizowanych przez Platformę Obywatelską. Został wybrany na wiceprzewodniczącego Rady Miejskiej w Ostródzie VI kadencji. W 2012 został przewodniczącym rady miejskiej. W wyborach 2011 bez powodzenia ubiegał się o mandat posła z listy Platformy Obywatelskiej, uzyskał 1541 głosów w okręgu Elbląg.
Czynnie uprawiał piłkę nożną i tenis stołowy w ostródzkich klubach Kormoran i Sokół. Przez lata był prezesem obu tych klubów, a także członkiem zarządu Okręgowego Związku Piłki Nożnej w Olsztynie (przez trzy kadencje).
Odznaczony Brązowym Krzyżem Zasługi (2003). W 2021 otrzymał Krzyż Zasługi na Wstędze Orderu Zasługi Republiki Federalnej Niemiec.